# Purpuricenus nanus
Purpuricenus nanus är en skalbaggsart som beskrevs av Semenov 1907. Purpuricenus nanus ingår i släktet Purpuricenus och familjen långhorningar.
Artens utbredningsområde är Iran. Inga underarter finns listade i Catalogue of Life.